# Domby Imre
Domby Imre (Kolozsvár, 1922. február 5. – Kolozsvár, 1988. március 5.) koreográfus.

## Életútja
Tanulmányait szülővárosában a református kollégiumban kezdte, a bukaresti Alhambra Színház s erdélyi színházak táncosa lett, 1944-ben a kolozsvári zenekonzervatórium drámai tagozatát végezte el, majd a bukaresti koreográfiai főiskolát látogatta. 1948-tól az Állami Magyar Opera magántáncosa és balettmestere.
1956-tól a koreográfiai líceumban tanított Kolozsvárt. A népi táncmozgalom alkotó híve; főleg gyermektáncok ismertetésével és tervezésével szerepelt a Művelődés és a Napsugár hasábjain s az Ifjúsági Könyvkiadó műsorfüzetében (1955); ifjúsági színdarabok betéttáncait (Kék virág, 1961) és cselekményes táncait (Pionír-köszöntő, 1964) dolgozta ki, két kötetben ismertette Kolozs tartomány, ill. megye népi koreográfiáját (I. Kolozs tartományi népi táncok, Kolozsvár, 1967; II. Kolozs megyei népi táncok, Kolozsvár, 1971), mindkettő a helyi Népi Alkotások Háza kiadásában jelent meg.
Ugyancsak helyi kiadás a Kolozs megyei Művelődési és Nevelési Bizottság gondozásában megjelent Kalotaszegi népi táncok c. munkája (1972), melyben elsősorban az inaktelki táncokat írta le, a mozdulatok grafikai lejegyzésénél a Vasilescu-Sever-féle új táncírási módszert használta fel, s a kalotaszegi táncszvit zenéjét Márkos Albert feldolgozásában közölte.